# Silabă
În fonetică, silaba (din cuvântul grecesc συλλαβή syllabḗ „ceea ce este ținut împreună, ansamblu”) este o unitate de pronunțare fundamentală a cuvântului sau a lanțului vorbirii constituită dintr-un sunet sau dintr-o serie de sunete, pe care vorbitorii o identifică în mod intuitiv, și care nu are o definiție lingvistică unitară.
Din punct de vedere fonetic există cel puțin două încercări de definire a silabei astfel, încât să fie valabilă pentru toate limbile. Una dintre ele este făcută din punctul de vedere al efortului de articulare, care pornește de la faptul că expirația se face în impulsuri. Pe această bază, după psihologul Raymond Herbert Stetson (1892–1950), o silabă corespunde unei creșteri bruște a presiunii aerului expirat. Alții exprimă aceasta spunând că silaba este un grup de sunete pronunțate odată cu o expirație, sau că silaba este o „parte dintr-un cuvânt care se rostește cu o singură emisiune a vocii; cea mai mică tranșă fonică susceptibilă de a fi caracterizată printr-un singur accent”. În multe cazuri, aceasta se poate simți și măsura ușor, mai ales în vorbirea bine articulată, dar greu, de exemplu într-un cuvânt ca englezescul going „mergând” care este bisilabic, dar în mod obișnuit se pronunță cu un singur efort.
Tot din punct de vedere fonetic, dar din cel al audiției, definiția silabei se bazează pe faptul că în seria sunetelor, unele au o sonoritate mai mare decât altele, adică toate fiind pronunțate cu aceeași forță, unele sunt auzibile la o distanță mai mare decât altele. Primele ating valori maxime („vârfuri”) de sonoritate, celelalte – valori minime („văi”), și fiecare vârf corespunde unei silabe. Ca și abordarea precedentă, nici aceasta nu exprimă clar cum se poate identifica limita dintre silabe.
Din punct de vedere fonologic se încearcă de asemenea definirea silabei, insistându-se asupra modului cum se combină sunetele într-o limbă dată pentru a forma segmente tipice.

## Structura silabei
Elementul principal al silabei este un sunet numit nucleu. Natura acestuia depinde de limbă. În orice limbă este de cele mai multe ori o vocală, care poate constitui o silabă și singură. În unele limbi, cum este maghiara, numai o vocală poate fi nucleu de silabă. În alte limbi și altfel de sunete pot îndeplini acest rol. Sunt limbi în care o face adesea și un diftong, deși există părerea conform căreia sunetul numit semiconsoană sau semivocală care intră în compunerea diftongului, este de fapt o consoană, și atunci numai vocala din diftong este nucleu de silabă. Astfel de limbi sunt româna (ex. steaua [ste̯a.wa]), franceza (ex. traduire [tʁa.dɥiːʁ] „a traduce”) sau spaniola: ex. bueno [bwe.no] „bun”. În unele limbi și unele consoane (mai ales /r/, /l/, /n/, /m/) por fi nucleu de silabă. Astfel sunt, de exemplu, limba cehă (ex. Brno [br.no]),, limbile din diasistemul slav de centru-sud (ex. vrt [vr̩t] „grădină”, bicikl [bit͡si.kl̩] „bicicletă” sau engleza: ex. bottle [bɒ.tl̩] „butelie, sticlă”, button [bʌ.tn̩] „buton, nasture”.
În afara nucleului, silaba mai poate avea și alte elemente. Există silabe care încep cu o consoană sau mai multe, parte numită „atac”, urmată de restul silabei, numit „rimă”, din care face parte nucleul și, eventual, o consoană sau mai multe, care formează o parte numită „codă”. Luând în vedere nucleul, eventualul atac și eventuala codă, sunt posibile mai multe structuri de silabă în funcție de limba dată. În fiecare limbă există un tip de silabă CV (C = consoană, V = vocală), adică formată dintr-o consoană atac și un nucleu vocală, acesta fiind singurul tip universal. Silaba terminată în vocală se numește deschisă, iar cea terminată în consoană – închisă. Este general în limbile lumii faptul că sortimentul de consoane al atacului este mai mare decât cel al codei.
Tot de limbă depinde câte consoane pot forma atacul și câte coda. Printre silabele cu atac și codă, cele mai frecvente sunt cele cu câte o consoană, adică de tip CVC. Atacul și coda cu mai mult de o consoană sunt posibile în relativ puține limbi, în cele europene și alte câteva, care constituie numai 3% din limbile lumii. În engleză, de pildă, numărul maxim de consoane în cele două părți este de trei, ex. strength „forță”. La fel și în maghiară: stráf „tresă”, karszt „carst”. Există diferență între consoanele atât din atac, cât și din codă în privința audibilității lor. Cele vecine cu nucleul se aud cel mai bine.

## Silabisirea
Precum definirea silabei, și stabilirea limitei dintre silabe este o chestiune complicată. Silabele sunt despărțite de minime de sonoritate, dar acestea formează o zonă de trecere, linia limită nu poate fi identificată exact. De aceea, silabisirea este parțial convențională, ceea ce se manifestă și în diferențele din foneticile diferitelor limbi, care constau în aceea că uneori în cazuri similare limita silabei nu este percepută în același punct.
Despărțirea segmentului V + C + V este asemănătoare în mai multe limbi, consoana trecând în silaba a doua:
- ro  pregătire – pre-gă-ti-re[6];
- fr  banal – ba-nal[5];
- hr  doći „a veni” – do-ći[18];
- hu  kéreg „scoarță”   ké-reg[19].

Cel puțin între limbile menționate aici există însă diferențe în ceea ce privește segmentul V + CC + V.
Nu poate începe o silabă cu un grup de consoane cu care nu poate începe un cuvânt, prin urmare:
- ro  cânta – cân-ta[6];
- fr  fermer „a închide” fer-mer[5];
- hr  odmor „odihnă” – od-mor[18];
- hu  trombita „trompetă” – trom-bita[19].

Se pot despărți unele grupuri de consoane în funcție de limbă, cu care poate începe un cuvânt:
- ro  astăzi – as-tăzi.[10];
- fr  piston „piston” – pis-ton[5];
- cnr  motka „prăjină” – mot-ka[20];
- hu  apostol „apostol” – a-pos-tol[21].

În unele din aceste limbi nu se despart grupurile C + /r/ și C + /l/:
- ro  candelabru – candela-bru[6];
- fr  oubli „uitare” – ou-bli[5];
- hr  oblak „nor” – o-blak, igrati a juca” – i-grati[18].

În limbile din diasistemul slav de centru-sud nu se despart nici grupurile care încep cu o consoană fricativă (zastava „drapel” – za-stava) sau africată: kučka „cățea” ku-čka.
În maghiară se despart grupurile C + /r/ și C + /l/: zaklat „hărțuiește” – zak-lat, létra „scară” – lét-ra. În această limbă, regula este că în silaba următoare trece totdeauna numai o singură consoană.

### Silaba și cuvântul
În lingvistica unor limbi, bunăoară franceza, se consideră că în vorbire, silabisirea are loc nu numai la nivelul cuvântului scris, ci și la cel al grupului de cuvinte numit ritmic. Un asemenea grup constă din cel puțin un cuvânt cu sens lexical și un determinant abstract, sau un pronume, sau un cuvânt gramatical, dar poate conține și mai multe cuvinte din aceste categorii. Coeziunea grupului este asigurată de un singur accent principal, dacă grupul este mai lung, sau de un accent unic, dacă este mai scurt. Totodată, la coeziune mai contribuie și alte fenomene. Unul din acestea este elidarea, care constă în căderea unei vocale neaccentuate (de cele mai multe ori e) de la sfârșitul unui cuvânt urmat imediat de un cuvânt cu inițială vocalică. Astfel se formează un singur cuvânt fonetic, cu un singur accent, care se silabisește ca un cuvânt obișnuit. De cele mai multe ori, vocala căzută se înlocuiește în scris cu un apostrof (ex. l’arbre [lar.brə] „arborele”), dar uneori nu: ex. quatre hommes [ka.tʁ'ɔm] „patru oameni”. Alt fenomen este înlănțuirea, adică lipsa pauzei sau a ocluziunii glotale între cuvintele din grup. La contactul dintre consoana finală a primului cuvânt, pronunțată și când cuvântul este izolat, și vocala inițială a cuvântului următor, se produce un segment V + C + V care se desparte ca în cazul unui cuvânt obișnuit: ex. il aime [i.lɛm] „(el) iubește”. Un al treilea fenomen este legătura, care se produce prin pronunțarea consoanei finale reprezentate totdeauna în scris, dar nepronunțate în cuvântul izolat, la contactul cu vocala inițială a cuvântului următor, ceea ce duce la silabisirea ca în cazul înlănțuirii: ex. deux hommes [døː.z‿ɔm].

### Silabisirea ortografică
Despărțirea în silabe a cuvintelor la sfârșit de rând scris poate fi concepută diferit în ortografiile diverselor limbi, dar în orice caz, se iau în seamă atât criterii fonetice stabilite pentru limba dată, cât și morfologice și etimologice.
În limba română, silabisirea ortografică urmează în general silabisirea orală. În cazul cuvintelor compuse și derivate, despărțirea după structură este facultativă: ex. al-tundeva sau alt-undeva (cuvânt compus), de-zechilibru sau dez-echilibru (cuvânt derivat).
În maghiară, silabisirea ortografică este de asemenea preponderent fonetică, dar se aplică sistematic silabisirea ortografică după structură în cazul cuvintelor compuse (rendőr – rend-őr „polițist”, literal „paznic la ordinii”) și a celor cu prefix maghiar (ex. megöl meg-öl „ucide”). În cazul cuvintelor compuse și derivate străine în care elementele sunt evidente, pentru că și al doilea element există ca împrumut separat, despărțirea este tot după structură (ex. melo|dráma). La cuvintele care nu îndeplinesc această condiție, se admit două variante: ex. im-produktív sau imp-roduktív.
Chestiunea silabisirii ortografice este mai complicată în limbile cu ortografie nefonemică, precum franceza. În unele cazuri se aplică criteriul fonetic (vezi exemple mai sus). Are legătură cu fonetica, dar și cu etimologia, despărțirea cuvintelor conținând litera e, care uneori se pronunță [ə], alteori este mută, dar în scris constituie totdeauna nucleu de silabă, prin urmare un cuvânt ca détenir „a deține, pronunțat [detniːʁ], se desparte dé-te-nir. Alt caz este cel al consoanelor pronunțate scurt, care din motive etimologice se scriu dublate și se despart: appel [a.pɛl] – ap-pel „apel”. Despărțirea după structură se aplică cuvintelor cu prefixele dé-, dés- și pré- (ex. désagréger [de.za.gʁe.ʒe] – dés-agréger „a dezagrega”), iar în cazul celorlalte prefixe se adminte și despărțirea după silabisirea orală.

## Legătură externă
- Barbu, Ana-Maria (coord.), Silabisitor, Institutul Limbii Române, 2007 (accesat la 8 mai 2018)
- Silabe.ro